# Srđan Dragojević
Srđan Dragojević (v cirilici: Срђан Драгојевић), srbski režiser in scenarist, * 1. januar 1963, Beograd.
Po izobrazbi je klinični psiholog in direktor. Danes ga poznamo zaradi pomembne vloge v srbski kinematografiji in kasnejšega sodelovanja v srbski politiki. 

## Zgodnje življenje
Dragojević se je rodil očetu novinarju, ki je vodil beograjski časopis in mami, ki je bila francoska prevajalka, skupaj so spadali v srednji sloj takratne Srbije. Dragojević je v zgodnji mladosti igral na kitaro in se tudi ukvarjal z novinarstvom. 
Na začetku svoje kariere se je ukvarjal predvsem s pisanjem poezije in leta 1986 napisal zbirko pesmi Knjiga akcione poezije, za njo je prejel Brankovo nagrado. Ob ustvarjanju naj bi ga navdihovala sovjetska umetnost iz leta 1920 in poezije pesnika Vladimirja Majakovskega.
Leta 1998 je izdal še eno zbirko pesmi Čika kovač potkiva bebu in s tem približno zaključil svojo pesniško kariero.

## Filmska kariera
Kot režiser je prodrl s svojim prvim filmom Nismo Angeli, ki je postal uspešnica in je kasneje dobil še dve nadaljevanji. 
Leta 1994 je režiral film Dva sata kvalitetnog programa, ki prikazuje Jugoslavijo in takratno aktualno turbo folk sceno.
Film Rane je bila naslednja uspešnica, ki ga je leta 1998 napisal in režiral. Film prikazuje odraščanje dveh najstnikov Pinkija in Švabe, ki živita v Beogradu sredi obdobja jugoslovanskih vojn. Uvod film opiše kot "posvečen generacijam, rojenim po Titu".
Naslednja uspešnica je bila komedija Mi še vedno nismo angeli, ki je bil posnet leta 2005 in govori o Nikolovi hčerki Sofiji, prikupnem petnajstletnem dekletu. Sofija se začne zanimati za moški spol, medtem ko patološko ljubosumni Nikola poskuša svojo edinko na vse načine zaščititi pred kakršnim koli vplivom moških.
Film Sveti Jurij ubije zmaja iz leta 2009, ki ga je Dragojević režiral, govori o letu 1914, kraj dogajanja je vas ob Savi, naravni meji z mogočnim avstro-ogrskim cesarstvom. Vaščani so razdeljeni v dve radikalno nasprotni skupini, na eni strani so za vojsko sposobni ljudje, potencialni naborniki, na drugi pa invalidi – veterani iz predhodnih balkanskih vojn. Začne se prva svetovna vojna. Kmalu se začne prva svetovna vojna in zdravi del moškega prebivalstva vpokličejo v vojsko. Invalidi, ki ostanejo v vasi, skušajo izkoristiti žene in sestre vojakov. Novice o tem se razširijo do srbskih vojakov v jarkih nekaj dni pred pričakovanim sovražnikovim napadom. Da bi preprečilo upor, srbsko poveljstvo pošlje invalide na bojišče ter tako reši neprijetnost.
Leta 2011 je film Parada razvnel debate o njegovi sporočilnosti, da so hetero in homoseksualna razmerja enakovredna. Dragojević pravi, da govoriti o strpnosti na Švedskem in na Balkanu ni enako. Film govori o homofobičnem bivšem kriminalcu in vojnem veteranu Limunu, ki se znajde v kočljivem položaju: v sodelovanju z gejevskimi aktivisti mora zaščititi parado ponosa v Srbiji. Parada na tragikomičen način pripoveduje zgodbo o dveh nasprotujočih si svetovih v današnji srbski družbi: o tradicionalni, konzervativni in homofobni večini ter liberalni, moderni in svobodomiselni manjšini. Film je prejel več mednarodnih nagrad, med drugim nagrado občinstva za najboljši celovečerni igrani film na 62. Berlinalu v sekciji Panorama. Pri nastajanju filma sta kot slovenska koproducenta sodelovala Forum Ljubljana in RTV Slovenija.
Film Atomski z desne je bil posnet 2014 in je spet dela srbska režiserja, tokrat v vlogi tako scenarista, kot tudi režiserja. Film se dogaja v hrvaškem počitniškem naselju, kamor se na počitnikovanje podajo družine z vseh koncev nekdanje Jugoslavije. Letovanje je brezplačno, a le pod pogojem, da se letoviščarji udeležijo predavanja o prodaji po načelu ’time share’, torej zakupa določenega časa na leto za uporabo apartmaja za nadaljnjih 99 let. V filmu med drugim igra tudi Tanja Ribič in njen partner Branko Đurić - Đuro.

## Politična kariera
Leta 2011 se je Dragojević pridružil SPS - ju (Socialistični Srbski partiji), ki jo je vodil Ivica Dačić. 

## Osebno življenje
Dragojević je bil poročen z vizualno umetnico Tatjano Strugar od leta 1988 do 2007. Skupaj sta imela tri otroke, Irino, Evo in Matijo.